# Takashi Ukaji
Takashi Ukaji (宇梶剛士?, Ukaji Takashi; Tokyo, 15 agosto 1962) è un attore giapponese.

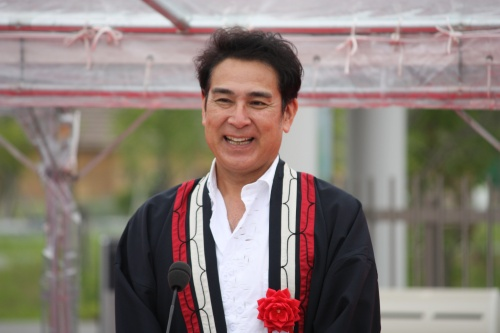

Ha partecipato a molti film e serie televisive a partire dagli ultimi anni '80; ha inoltre doppiato il personaggio di Raoul nella pentalogia Ken il guerriero - La leggenda.

## Filmografia

### Cinema
- Passenger: Sugisarishi hibi, regia di Akiyoshi Kimata (1987)
- Osu!! Karate-bu, regia di Tôru Murakawa (1990)
- Kirai... janaiyo, regia di Eiichi Uchida (1991)
- Score, regia di Atsushi Muroga (1995)
- Joker, regia di Takashi Komatsu (1998)
- Hypnosis (Saimin), regia di Masayuki Ochiai (1999)
- GTO, regia di Masayuki Suzuki (1999)
- Score 2: The Big Fight, regia di Hitoshi Ozawa (1999)
- Gun Crazy - Una donna venuta dal nulla (Gun Crazy: Episode 1 - A Woman from Nowhere), regia di Atsushi Muroga (2002)
- Shakunetsu, regia di Kenji Yokoi (2004)
- Eiko, regia di Ikuo Kamon (2004)
- Sen no kaze ni natte, regia di Su-kil Kim (2004)
- Nin x Nin: Ninja Hattori-kun, the Movie, regia di Masayuki Suzuki (2004)
- Otôsan no backdrop, regia di Toshio Lee (2004)
- Insutôru, regia di Kei Kataoka (2004)
- Simsons, regia di Toshiya Ôno (2006)
- Ken il guerriero - La leggenda di Julia (Shin Kyûseishu densetsu Hokuto no Ken - Yuria den), regia di Hidehito Ueda (2007)
- Ken il guerriero - La leggenda di Raoul (Shin kyûseishu densetsu Hokuto no Ken: Raô den - Gekitô no shô), regia di Toshiki Hirano (2007)
- 20th Century Boys 1: Beginning of the End (20-seiki shônen: Honkaku kagaku bôken eiga), regia di Yukihiko Tsutsumi (2008)
- Ken il guerriero - La leggenda di Toki (Shin Kyûseishu densetsu Hokuto no Ken - Toki den), regia di Kôbun Shizuno (2008)
- 20th Century Boys 2: The Last Hope (20-seiki shônen: Dai 2 shô - Saigo no kibô), regia di Yukihiko Tsutsumi (2009)
- Nisesatsu, regia di Yûichi Kimura (2009)
- Nankyoku ryôrinin, regia di Shûichi Okita (2009)
- 20th Century Boys 3: Redemption (20-seiki shônen: Saishû-shô - Bokura no hata), regia di Yukihiko Tsutsumi (2009)
- Zatôichi: The Last, regia di Junji Sakamoto (2010)
- Kamen raidâ x Kamen raidâ: Ôzu & Daburu feat. Sukaru movie taisen core, regia di Ryuta Tasaki (2010)
- TSY: Taimu surippu yankî, regia di Michinari Nakagawa (2011)
- Purinsesu Toyotomi, regia di Masayuki Suzuki (2011)
- Tōkyō Kōen, regia di Shinji Aoyama (2011)
- Gekijôban kamen raidâ Ôzu wandafuru: Shôgun to nijû-ichi no koa medaru, regia di Koichi Sakamoto (2011)
- Kamen raidâ x Kamen raidâ Fôze & Ôzu Movie taisen Mega Max, regia di Koichi Sakamoto (2011)
- Wild 7 (Wairudo 7), regia di Eiichirô Hasumi (2011)
- Kaiji 2 (Kaiji 2: Jinsei dakkai gêmu), regia di Tôya Satô (2011)
- Asu wo akiramenai - gareki no naka no shimbunsha - kahoku shimpo no ichiban nagai hi, regia di Takaya Chiba (2012)
- Sutoroberî naito, regia di Yûichi Satô (2013)
- Raia no inori, regia di Hiroyuki Kurokawa (2015)
- Kagerô no Tsuji: Kengô fukkatsu! - Inemuri Iwane Edo Zôshi, regia di Shinichi Nishitani (2016)
- Honnouji hoteru, regia di Masayuki Suzuki (2017)
- Yakyûbuin, Engeki no Butai ni tatsu!, regia di Setsuo Nakayama (2018)
- Masukarêdo hoteru, regia di Masayuki Suzuki (2019)
- Kingudamu, regia di Shinsuke Sato (2019)
- Mitorishi, regia di Mitsuhito Shiraha (2019)
- Korô no chi: Level 2, regia di Kazuya Shiraishi (2021)

### Televisione
- Nigeru wa haji da ga yaku ni tatsu (2016)

- Suikyū yankīsu (Fuji TV, 2014)
- Hanzawa Naoki (TBS / 2013) - Mitsuru Higashida
- Kamo, Kyoto e Iku (Fuji TV / 2013) - Katsuya Kuzukawa (ep.11)
- Nobunaga no chef (TV Asahi, 2013)
- Kagi no Kakatta Heya (Fuji TV, 2012)
- Strawberry Night (Fuji TV, 2012)
- Mou Yuukai Nante Shinai (Fuji TV, 2012)
- Shinya Shokudo 2 (TBS, MBS, 2011)
- Hancho 4 (TBS, 2011)
- Misaki Number One!! (NTV, 2011, ep2)
- Strawberry Night SP (Fuji TV, 2010)
- Dohyo Girl! (MBS, 2010)
- Hancho 3 (TBS, 2010)
- Massugu na Otoko (Fuji TV, 2010)
- Sono Otoko, Fuku-Shocho 3 (TV Asahi, 2009)
- Ninkyo Helper (Fuji TV, 2009)
- Kurobe no Taiyo (Fuji TV, 2009)
- Kagero no Tsuji 3 (NHK, 2009)
- Honjitsu mo Hare. Ijo Nashi (TBS, 2009)
- Hissatsu Shigotonin 2009 (TV Asahi, 2009)
- Oh! My Girl! (NTV, 2008, ep3)
- Yume wo Kanaeru Zo (YTV, 2008)
- Kagero no Tsuji 2 (NHK, 2008)
- Koizora (serie televisiva) (TBS, 2008)
- Hanazakari no kimitachi e - Ikemen Paradaisu SP (Fuji TV, 2008)
- Sono Otoko, Fuku-Shocho 2 (TV Asahi, 2008)
- Tokyo Daikushu (NTV, 2008)
- Churaumi Kara no Nengajo (Fuji TV, 2007)
- Sugata Sanshiro (TV Tokyo, 2007)
- Hissatsu Shigotonin 2007 (TV Asahi, 2007)
- Shinkansen Girl (NTV, 2007)
- Hanazakari no kimitachi e - Ikemen Paradaisu (Fuji TV, 2007)
- Sono Otoko, Fuku-Shocho (TV Asahi, 2007)
- Sumire no Hana Saku Koro (NHK, 2007)
- Tamamoe! (NHK, 2006)
- Hanayome wa Yakudoshi (TBS, 2006)
- Umeko (TBS, 2005)
- Nobuta o produce (NTV, 2005)
- Water Boys 2005 Natsu (Fuji TV, 2005)
- Rikon Bengoshi 2 (Fuji TV, 2005)
- Koi no Kara Sawagi Drama Special Love Stories (NTV, 2004)
- Shinsengumi (NHK, 2004)
- Taikoki (Fuji TV, 2003)
- Kyohansha (NTV, 2003)
- Mama no Idenshi (TBS, 2002)
- Kaidan Hyaku Monogatari (Fuji TV, 2002, ep5)
- Star no Koi (Fuji TV, 2001)
- Hero (Fuji TV, 2001, ep4)
- Hensyuo (Fuji TV, 2000)
- Saimin (TBS, 2000)
- Psychometrer Eiji 2 (NTV, 1999)
- Perfect Love (Fuji TV, 1999)
- Lipstick (Fuji TV, 1999)
- Jinbe (manga) (Fuji TV, 1998)
- Narita Rikon (Fuji TV, 1997)
- Aoi Tori (TBS, 1997, ep5-7)
- Kin no Tamago (TBS, 1997)
- Hitotsu Yane no Shita 2 (Fuji TV, 1997)
- Odoru Daisousasen (Fuji TV, 1997, ep6)
- Tsubasa wo Kudasai! (1996)
- Toumei Ningen (NTV, 1996)
- Ginrou Kaiki File (NTV, 1996)
- Miseinen (TBS, 1995)
- Aishiatteru Kai (Fuji TV, 1989)
- Heart ni Hi wo Tsukete! (Fuji TV, 1989)
- Kimi ga Uso wo Tsuita (Fuji TV, 1988)